# Giro d’Italia 2024/4. Etappe
Die 4. Etappe des Giro d’Italia 2024 fand am 7. Mai 2024 statt. Sie führte die 107. Austragung des italienischen Etappenrennens aus dem Piemont in die Region Ligurien. Das Finale der 190 Kilometer langen Strecke zwischen Acqui Terme und Andora glich einem Abschnitt der jährlich bei Mailand–Sanremo befahren wird. Nach der Etappe hatten die Fahrer insgesamt 657 Kilometer zurückgelegt, was 19,81 % der Gesamtdistanz entspricht. Die Organisatoren der Rundfahrt bewerteten die Schwierigkeit der Etappe mit zwei von fünf Sternen.
Den Etappensieg sicherte sich der Italiener Jonathan Milan (Lidl-Trek) im Massensprint vor Kaden Groves (Alpecin-Deceuninck) und Phil Bauhaus (Bahrain Victorious). Tadej Pogačar (UAE Team Emirates) verteidigte die Maglia Rosa.

## Streckenverlauf
Der neutralisierte Start erfolgte in Acqui Terme auf dem Piazza Italia, ehe die Strecke über die schmale Corso Italia in Richtung Norden führte. Dabei wurde der Fontana della Bollente passiert. Nun folgten die Fahrer der SP456 und bogen schließlich auf die Via Cassarogna ab. Das Rennen wurde auf der SP30 in einem Gewerbegebiet nach 2700 Metern freigegeben.
Nach dem offiziellen Start führte die Strecke auf der SP30 entlang des Bormida di Spigno in Richtung Süden und passierte dabei die Ortschaften von Bistagno, Spigno Monferrato und Cairo Montenotte. Im Anschluss ging es weiterhin leicht ansteigend über Millesimo nach Calizzano, wo bei Kilometer 79,2 der erste Zwischensprint erfolgte. Die Ortschaft bildete zugleich den Ausgangspunkt des Colle del Melogno (1028 m), der rund neun Kilometer lang war und als Bergwertung der 3. Kategorie klassifiziert worden war. Nachdem die Kuppe bei Kilometer 88,1 überquert worden war, folgte ein kurzes Plateau, ehe die Straße großteils abschüssig über Mallare nach Altare führte, wo der zweite Zwischensprint bei Kilometer 116,5 erfolgte. Die breite SP29 führte die Fahrer im Anschluss bei Savona an die Mittelmeerküste. Hier wurde 59,4 Kilometer vor dem Ziel der dritte Zwischensprint ausgefahren. Wie bei Mailand–Sanremo folgte die Straße nun der SS1 in Richtung Westen und passierte dabei die Ortschaften von Vado Ligure, Spotorno, Finale Ligure, Loano und Albenga. Im Finale erfolgte nach Alassio und Laigueglia die Auffahrt des Capo Mele, dessen höchster Punkt rund drei Kilometer vor dem Ziel erreicht wurde. Der rund 1500 Meter lange Anstieg wies eine durchschnittliche Steigung von etwa 5 % auf, ehe eine schnelle Abfahrt zum Zielort Andora führte. Der Zielstrich befand sich auf der Via Aurelia kurz vor der Überquerung der Merula.
|                            | Ort                         | Kilometer | Länge (km) | Höhe (m) | Ø Steigung | max. Steigung |
| -------------------------- | --------------------------- | --------- | ---------- | -------- | ---------- | ------------- |
| neutralisierter Start      | Acqui Terme (Piazza Italia) | −2,7      |            |          |            |               |
| offizieller Start          | Acqui Terme (SP30)          | 0         |            |          |            |               |
| Zwischensprint (S)         | Calizzano                   | 79,2      |            |          |            |               |
| Bergwertung (4. Kategorie) | Colle del Melogno           | 88,1      | 7,5        | 1028     | 4,8 %      |               |
| Zwischensprint (I)         | Altare                      | 116,5     |            |          |            |               |
| Zwischensprint (S)         | Savona                      | 130,6     |            |          |            |               |
| Ziel                       | Fossano                     | 190       |            |          |            |               |

## Rennverlauf
Mit Bram Welten (dsm-firmenich PostNL) ging ein Fahrer nicht an den Start der 4. Etappe. Unmittelbar nach dem Start setzten sich mit Lilian Calmejane (Intermarché-Wanty), Stefan de Bod (EF Education-EasyPost), Francisco Muñoz Llana (Polti Kometa) und Filippo Ganna (Ineos Grenadiers) vier Fahrer vom Hauptfeld ab, wobei sich letzterer nach 25 Kilometern wieder ins Peloton zurückfallen ließ. Beim ersten Zwischensprint in Calizzano setzte sich Francisco Muñoz vor Stefan de Bod und Lilian Calmejane durch, während sich im Hauptfeld Kaden Groves (Alpecin-Deceuninck) die meisten verbliebenen Punkte vor Tim Merlier (Soudal Quick-Step), Biniam Girmay (Intermarché-Wanty), Martin Marcellusi (VF Group-Bardiani CSF-Faizanè) und Fernando Gaviria (Movistar) sicherte. Im Anstieg des Colle del Melogno (1208 m) verloren unter anderen auch Fabio Jakobsen (dsm-firmenich PostNL) und Fernando Gaviria den Kontakt zum Hauptfeld, wobei beide in der anschließenden Abfahrt den Anschluss wieder herstellen konnten. Bei der Bergwertung holte Lilian Calmejane die meisten Punkte und schob sich so auf den zweiten Rang in der Sonderwertung. Der Vorsprung der Ausreißer erreicht zu diesem Zeitpunkt seinen Höchstwert von rund sechs Minuten.
Im ersten Teil der Abfahrt kamen mit zunächst Jhonatan Narváez (Ineos Grenadiers) und Ethan Vernon (Israel-Premier Tech) zwei Fahrer auf der regennassen Straße zu Sturz. Beim zweiten Zwischensprint, dem Intergiro Sprint, setzte sich erneut Francisco Muñoz durch, ehe sich wenig später Olav Kooij (Visma-Lease a Bike) die meisten verbliebenen Punkte vor Biniam Girmay, Kaden Groves, Christophe Laporte (Visma-Lease a Bike) und Edward Planckaert (Alpecin-Deceuninck) sicherte. Wenig später kam es im Hauptfeld im zweiten Teil der Abfahrt zu einem größeren Sturz, in den auch Ben O’Connor (Decathlon AG2R La Mondiale), Einer Rubio (Movistar), Matteo Trentin (Tudor) und Biniam Girmay (Intermarché-Wanty) involviert waren. Alle Fahrer konnten das Rennen zunächst fortsetzen, doch kurz darauf kam Biniam Girmay in einer leichten Linkskurve erneut zu Fall und gab den Giro d’Italia auf.
Nachdem sich Lilian Calmejane vom Hauptfeld einholen ließ, sicherte sich Cian Uijtdebroeks (Visma-Lease a Bike) hinter Stefan de Bod und Francisco Muñoz die verbliebene Bonussekunde beim dritten Zwischensprint in Savona. Im Finale nahm der Vorsprung der beiden Ausreißer sukzessive ab, ehe sie rund fünf Kilometer vor dem Ziel eingeholt wurden. Im anschließenden Anstieg des Capo Mele griff Filippo Ganna an und fuhr rasch eine Lücke von wenigen Sekunden heraus. Der Italiener überquerte den höchsten Punkt rund drei Kilometer vor dem Ziel, wurde jedoch auf den letzten 1000 Meter wieder gestellt. In einem schnellen Massensprint setzte sich Jonathan Milan (Lidl-Trek) vor Kaden Groves und Phil Bauhaus (Bahrain Victorious) durch.
Tadej Pogačar (UAE Team Emirates) verteidigte das Rosa Trikot und lag weiterhin 46 Sekunden vor Geraint Thomas (Ineos Grenadiers) und 47 Sekunden vor Daniel Felipe Martínez (Bora-hansgrohe). Cian Uijtdebroeks behielt das Weiße Trikot des besten Nachwuchsfahrers und rückte, wegen der einen Bonussekunde wieder auf den vierten Gesamtrang vor. Jonathan Milan übernahm mit seinem Etappensieg die Führung in der Punktewertung von Tim Merlier und lag nun 32 Punkte vor dem Belgier. Tadej Pogačar führte weiterhin in der Bergwertung, während die Ineos Grenadiers sich in der Mannschaftswertung auf den ersten Platz schoben. Neben dem nicht gestarteten Bram Welten und dem gestürzten Biniam Girmay, verließ auch der Norweger Torstein Træen (Bahrain Victorious) die Rundfahrt, womit noch 170 Fahrer im Rennen verblieben.

## Ergebnis
| \| Etappenergebnis \| Etappenergebnis \| Etappenergebnis \| Etappenergebnis \| Etappenergebnis \| \| Fahrer \| Fahrer \| Land \| Team \| Zeit \| \| --------------- \| ----------------- \| --------------- \| ----------------------------- \| --------------- \| \| 1. \| Jonathan Milan \| Italien \| Lidl-Trek \| 4 h 16 min 00 s \| \| 2. \| Kaden Groves \| Australien \| Alpecin-Deceuninck \| + 0 s \| \| 3. \| Phil Bauhaus \| Deutschland \| Bahrain Victorious \| + 0 s \| \| 4. \| Olav Kooij \| Niederlande \| Team Visma \\| Lease a Bike \| + 0 s \| \| 5. \| Tim Merlier \| Belgien \| Soudal Quick-Step \| + 0 s \| \| 6. \| Davide Ballerini \| Italien \| Astana Qazaqstan Team \| + 0 s \| \| 7. \| Fernando Gaviria \| Kolumbien \| Movistar Team \| + 0 s \| \| 8. \| Enrico Zanoncello \| Italien \| VF Group-Bardiani CSF-Faizanè \| + 0 s \| \| 9. \| Madis Mihkels \| Estland \| Intermarché-Wanty \| + 0 s \| \| 10. \| Giovanni Lonardi \| Italien \| Team Polti Kometa \| + 0 s \| |                   |             |                               |                 |
| |                   |             |                               |                 |
| Quellen: ProCyclingStats Cycling Quotient |                   |             |                               |                 |
| Etappenergebnis |                   |             |                               |                 |
| Fahrer | Fahrer            | Land        | Team                          | Zeit            |
| 1. | Jonathan Milan    | Italien     | Lidl-Trek                     | 4 h 16 min 00 s |
| 2. | Kaden Groves      | Australien  | Alpecin-Deceuninck            | + 0 s           |
| 3. | Phil Bauhaus      | Deutschland | Bahrain Victorious            | + 0 s           |
| 4. | Olav Kooij        | Niederlande | Team Visma \| Lease a Bike    | + 0 s           |
| 5. | Tim Merlier       | Belgien     | Soudal Quick-Step             | + 0 s           |
| 6. | Davide Ballerini  | Italien     | Astana Qazaqstan Team         | + 0 s           |
| 7. | Fernando Gaviria  | Kolumbien   | Movistar Team                 | + 0 s           |
| 8. | Enrico Zanoncello | Italien     | VF Group-Bardiani CSF-Faizanè | + 0 s           |
| 9. | Madis Mihkels     | Estland     | Intermarché-Wanty             | + 0 s           |
| 10. | Giovanni Lonardi  | Italien     | Team Polti Kometa             | + 0 s           |

## Gesamtstände
| \| Gesamtwertung \| Gesamtwertung \| Gesamtwertung \| Gesamtwertung \| Gesamtwertung \| \| Fahrer \| Fahrer \| Land \| Team \| Zeit \| \| ------------- \| ---------------------- \| ---------------------- \| -------------------------- \| ---------------- \| \| 1. \| Tadej Pogačar \| Slowenien \| UAE Team Emirates \| 15 h 19 min 05 s \| \| 2. \| Geraint Thomas \| Vereinigtes Königreich \| Ineos Grenadiers \| + 46 s \| \| 3. \| Daniel Felipe Martínez \| Kolumbien \| Bora-Hansgrohe \| + 47 s \| \| 4. \| Cian Uijtdebroeks \| Belgien \| Team Visma \\| Lease a Bike \| + 55 s \| \| 5. \| Einer Rubio \| Kolumbien \| Movistar Team \| + 56 s \| \| 6. \| Lorenzo Fortunato \| Italien \| Astana Qazaqstan Team \| + 1 min 07 s \| \| 7. \| Juan Pedro López \| Spanien \| Lidl-Trek \| + 1 min 11 s \| \| 8. \| Jan Hirt \| Tschechien \| Soudal Quick-Step \| + 1 min 13 s \| \| 9. \| Alexei Luzenko \| Kasachstan \| Astana Qazaqstan Team \| + 1 min 26 s \| \| 10. \| Ben O’Connor \| Australien \| Decathlon-AG2R La Mondiale \| + 1 min 26 s \| |                        |                        |                            |                  |
| |                        |                        |                            |                  |
| Quellen: ProCyclingStats Cycling Quotient |                        |                        |                            |                  |
| Gesamtwertung |                        |                        |                            |                  |
| Fahrer | Fahrer                 | Land                   | Team                       | Zeit             |
| 1. | Tadej Pogačar          | Slowenien              | UAE Team Emirates          | 15 h 19 min 05 s |
| 2. | Geraint Thomas         | Vereinigtes Königreich | Ineos Grenadiers           | + 46 s           |
| 3. | Daniel Felipe Martínez | Kolumbien              | Bora-Hansgrohe             | + 47 s           |
| 4. | Cian Uijtdebroeks      | Belgien                | Team Visma \| Lease a Bike | + 55 s           |
| 5. | Einer Rubio            | Kolumbien              | Movistar Team              | + 56 s           |
| 6. | Lorenzo Fortunato      | Italien                | Astana Qazaqstan Team      | + 1 min 07 s     |
| 7. | Juan Pedro López       | Spanien                | Lidl-Trek                  | + 1 min 11 s     |
| 8. | Jan Hirt               | Tschechien             | Soudal Quick-Step          | + 1 min 13 s     |
| 9. | Alexei Luzenko         | Kasachstan             | Astana Qazaqstan Team      | + 1 min 26 s     |
| 10. | Ben O’Connor           | Australien             | Decathlon-AG2R La Mondiale | + 1 min 26 s     |

| Punktewertung | Punktewertung         | Punktewertung | Punktewertung                 | Punktewertung |
| Fahrer        | Fahrer                | Land          | Team                          | Punkte        |
| ------------- | --------------------- | ------------- | ----------------------------- | ------------- |
| 1.            | Jonathan Milan        | Italien       | Lidl-Trek                     | 113 P.        |
| 2.            | Tim Merlier           | Belgien       | Soudal Quick-Step             | 81 P.         |
| 3.            | Kaden Groves          | Australien    | Alpecin-Deceuninck            | 63 P.         |
| 4.            | Olav Kooij            | Niederlande   | Team Visma \| Lease a Bike    | 46 P.         |
| 5.            | Filippo Fiorelli      | Italien       | VF Group-Bardiani CSF-Faizanè | 42 P.         |
| 6.            | Lilian Calmejane      | Frankreich    | Intermarché-Wanty             | 34 P.         |
| 7.            | Tadej Pogačar         | Slowenien     | UAE Team Emirates             | 27 P.         |
| 8.            | Phil Bauhaus          | Deutschland   | Bahrain Victorious            | 27 P.         |
| 9.            | Jhonatan Narváez      | Ecuador       | Ineos Grenadiers              | 26 P.         |
| 10.           | Francisco Muñoz Llana | Spanien       | Team Polti Kometa             | 24 P.         |

| Bergwertung | Bergwertung             | Bergwertung            | Bergwertung                   | Bergwertung |
| Fahrer      | Fahrer                  | Land                   | Team                          | Punkte      |
| ----------- | ----------------------- | ---------------------- | ----------------------------- | ----------- |
| 1.          | Tadej Pogačar           | Slowenien              | UAE Team Emirates             | 51 P.       |
| 2.          | Lilian Calmejane        | Frankreich             | Intermarché-Wanty             | 32 P.       |
| 3.          | Daniel Felipe Martínez  | Kolumbien              | Bora-Hansgrohe                | 26 P.       |
| 4.          | Andrea Piccolo          | Italien                | EF Education-EasyPost         | 18 P.       |
| 5.          | Geraint Thomas          | Vereinigtes Königreich | Ineos Grenadiers              | 16 P.       |
| 6.          | Amanuel Ghebreigzabhier | Eritrea                | Lidl-Trek                     | 11 P.       |
| 7.          | Lorenzo Fortunato       | Italien                | Astana Qazaqstan Team         | 9 P.        |
| 8.          | Giulio Pellizzari       | Italien                | VF Group-Bardiani CSF-Faizanè | 8 P.        |
| 9.          | Filippo Fiorelli        | Italien                | VF Group-Bardiani CSF-Faizanè | 7 P.        |
| 10.         | Florian Lipowitz        | Deutschland            | Bora-Hansgrohe                | 6 P.        |

| Nachwuchswertung | Nachwuchswertung  | Nachwuchswertung | Nachwuchswertung           | Nachwuchswertung |
| Fahrer           | Fahrer            | Land             | Team                       | Zeit             |
| ---------------- | ----------------- | ---------------- | -------------------------- | ---------------- |
| 1.               | Cian Uijtdebroeks | Belgien          | Team Visma \| Lease a Bike | 15 h 20 min 00 s |
| 2.               | Alex Baudin       | Frankreich       | Decathlon-AG2R La Mondiale | + 45 s           |
| 3.               | Mauri Vansevenant | Belgien          | Soudal Quick-Step          | + 49 s           |
| 4.               | Filippo Zana      | Italien          | Team Jayco AlUla           | + 1 min 12 s     |
| 5.               | Lucas Plapp       | Australien       | Team Jayco AlUla           | + 1 min 38 s     |
| 6.               | Henok Mulubrhan   | Eritrea          | Astana Qazaqstan Team      | + 1 min 48 s     |
| 7.               | Georg Steinhauser | Deutschland      | EF Education-EasyPost      | + 1 min 54 s     |
| 8.               | Antonio Tiberi    | Italien          | Bahrain Victorious         | + 1 min 55 s     |
| 9.               | Davide Piganzoli  | Italien          | Team Polti Kometa          | + 2 min 11 s     |
| 10.              | Florian Lipowitz  | Deutschland      | Bora-Hansgrohe             | + 2 min 13 s     |

| Mannschaftswertung | Mannschaftswertung            | Mannschaftswertung     | Mannschaftswertung |
| Team               | Team                          | Land                   | Zeit               |
| ------------------ | ----------------------------- | ---------------------- | ------------------ |
| 1.                 | Ineos Grenadiers              | Vereinigtes Königreich | 46 h 02 min 17 s   |
| 2.                 | Astana Qazaqstan Team         | Kasachstan             | + 14 s             |
| 3.                 | Bora-Hansgrohe                | Deutschland            | + 55 s             |
| 4.                 | Decathlon-AG2R La Mondiale    | Frankreich             | + 1 min 04 s       |
| 5.                 | VF Group-Bardiani CSF-Faizané | Italien                | + 3 min 51 s       |
| 6.                 | EF Education-EasyPost         | Vereinigte Staaten     | + 5 min 00 s       |
| 7.                 | Team Jayco AlUla              | Australien             | + 5 min 42 s       |
| 8.                 | Soudal Quick-Step             | Belgien                | + 5 min 45 s       |
| 9.                 | Team Visma \| Lease a Bike    | Niederlande            | + 6 min 03 s       |
| 10.                | Movistar Team                 | Spanien                | + 10 min 30 s      |

## Ausgeschiedene Fahrer
- Bram Welten (Team dsm-firmenich PostNL): wegen Grippesymptome nicht gestartet
- Torstein Træen (Bahrain Victorious): wegen Sturzfolgen bei der 1. Etappe während der Etappe aufgegeben[4]
- Biniam Girmay (Intermarché-Wanty): wegen zwei Stürzen während der Etappe aufgegeben[5]